# Live at Eindhoven
Albums de Testament
The Legacy
(1987) The New Order
(1988)
Live At Eindhoven est une démo live du groupe de thrash metal américain Testament. La démo a été enregistrée au Dynamo Open Air, à Eindhoven, le 8 juin 1987, elle contient des titres de leur premier album studio, The Legacy et un titre provenant d'une démo de l'époque ou le groupe s'appelait encore Legacy. Cette démo est sortie au cours de l'année 1987 sous le label Megaforce Records pour l'Europe et en 1990 pour les États-Unis.

## Composition
- Chuck Billy : Chant
- Alex Skolnick : Guitare
- Eric Peterson : Guitare
- Greg Christian : Basse
- Louie Clemente : Batterie

## Liste des morceaux
1. Over the Wall
2. Burnt Offerings
3. Do or Die
4. Apocalyptic City
5. Reign of Terror